# راجر گایت
راجر گایت سرپرست جلوه‌های ویژه انگلیسی و کارگردان واحد دوم است. گیت و دیگر هنرمندان جلوه های ویژه او برای فیلم ۲۰۱۵ جنگ ستارگان: نیرو برمی‌خیزد نامزد جایزه اسکار بهترین جلوه‌های ویژه شدند.
او برای فیلم‌های بازیکن شماره یک آماده، پیشتازان فضا به‌سوی تاریکی، پیشتازان فضا، جنگ ستارگان: خیزش اسکای‌واکر و هری پاتر و زندانی آزکابان نامزد جایزه اسکار شده است. او برنده دو جایزه آکادمی بریتانیا و شش بار دیگر نامزد شده است.